# Брустолон, Джованни Баттиста
Джованни Баттиста Брустолон, Джамбаттиста Брустолоне (итал. Giovanni Battista Brustolon, Giambattista Brustolonе; 1712, Валь-ди-Дзольдо — 16 октября 1796, Венеция) — итальянский рисовальщик и гравёр.

## Биография
Джамбаттиста Брустолон был сыном Джоаты Брустолано (Gioatà Brustolаnо), родом из Донта, или Валь-ди-Дзольдо, провинция Беллуно, область Венето. С 1739 года он посещал гравировальную мастерскую Джузеппе (Йозефа) Вагнера, который в то время считался самым выдающимся из венецианских гравёров.
По поручению торговца гравюрами и издателя Лодовико Фурланетто Брустолон переводил в офорты рисунки знаменитых венецианских ведутистов (мастеров городских видов), живописцев Каналетто и Франческо Гварди. Так, живописец Каналетто по поручению Фурланетто выполнил двенадцать рисунков пером, коричневыми чернилами и серой акварелью с изображениями традиционных венецианских праздников, известных под названием «Торжества дожa» (Solennité Dogale) в связи с избранием в 1763 году дожем Альвизе IV Мочениго (1763—1778). Между 1766 и 1768 годами Брустолон гравировал по этим рисункам. Позднее Франческо Гварди перевёл эти офорты в картины. Четыре из этих картин Гварди ныне находятся в парижском Луврe.
Брустолон награвировал двенадцать композиций. Однако в коллекции венецианского музея Коррер находятся лишь десять из двенадцати пластин, выгравированных им: «Выборы дожа Большим советом», «Коронование дожа», «Обручение дожа с морем», «Праздник Спасительницы», «Жирный четверг», «Венецианский дож принимает иностранных послов», «Дож Венеции покидает собор Святого Марка и бросает деньги народу», «Шествие в честь праздника Тела Христова», «Дож на бучинторо», «Отправление бучинторо в Сан-Николо-ди-Лидо в день Вознесения».
Джамбаттиста Брустолон также гравировал портреты, некоторые использовались в качестве фронтисписов для венецианских изданий, в том числе портреты папы Бенедикта XIV, Вольтера, архитекторов Винченцо Скамоцци и Андреа Палладио, а также кардинала и святого Грегорио Барбариго (по эскизу Пьетро Антонио Новелли). Он также награвировал несколько издательских марок. С 1752 по 1756 год Брустолон создал оформление нового венецианского издания сочинений Петрарки — по шесть гравюр для каждого тома, в дополнение к фронтиспису.
По картинам и рисункам Каналетто (последние были взяты из альбома акварелей, подаренного гравёру наследниками Каналетто) Брустолон создал серию гравюр «Виды Рима», в том числе «Вид площади Сан-Джованни-ин-Латерано с обелиском на переднем плане», «Мавзолей Гая Секстия в Порта Остиензе», «Арка Януса в Сан-Джорджо-ин-Велабро», «Ватиканская базилика и замок Святого Ангела», а также храм «Сатурна на Кампо Ваччино». Было выпущено два издания, одно с подписями на французском языке. Большая часть этих гравюр находится в Милане, в коллекции Бертарелли, в замке Сфорца.
Гравюры Брустолонa также можно увидеть в Городском музее Беллуно, в Галерее Академии в Венеции, в Национальной центральной библиотеке Флоренции и в Библиотеке Марчиана, а также в Национальном институте графики в Риме (Roma all’Istituto nazionale per la grafica).
Сын художника, Джандоменико Брустолон, стал священником и писателем.

## Офорты Дж. Б. Брустолона по рисункам Каналетто. 1763—1766

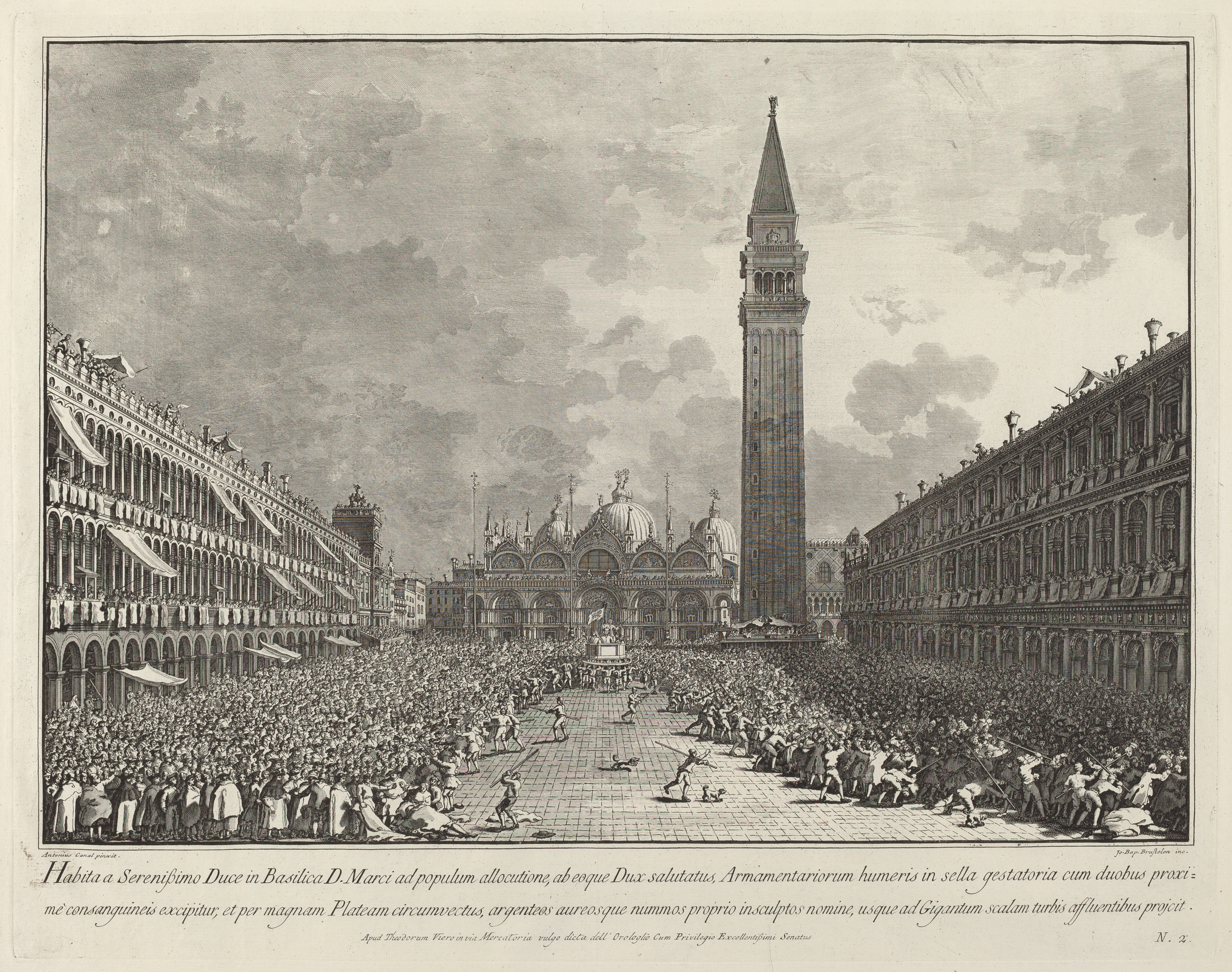
Дожа провозят по площади Святого Марка
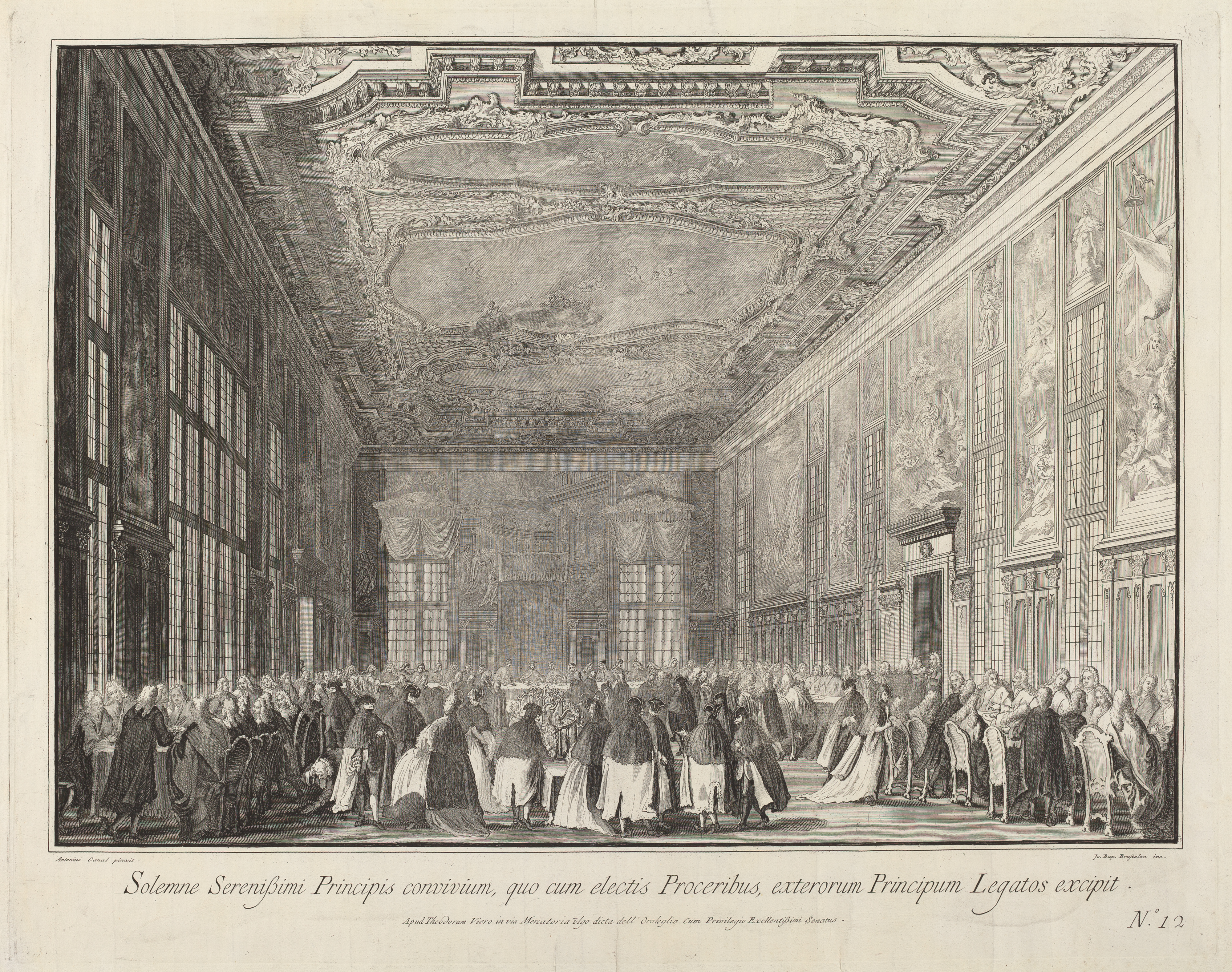
Дож принимает иностранных послов
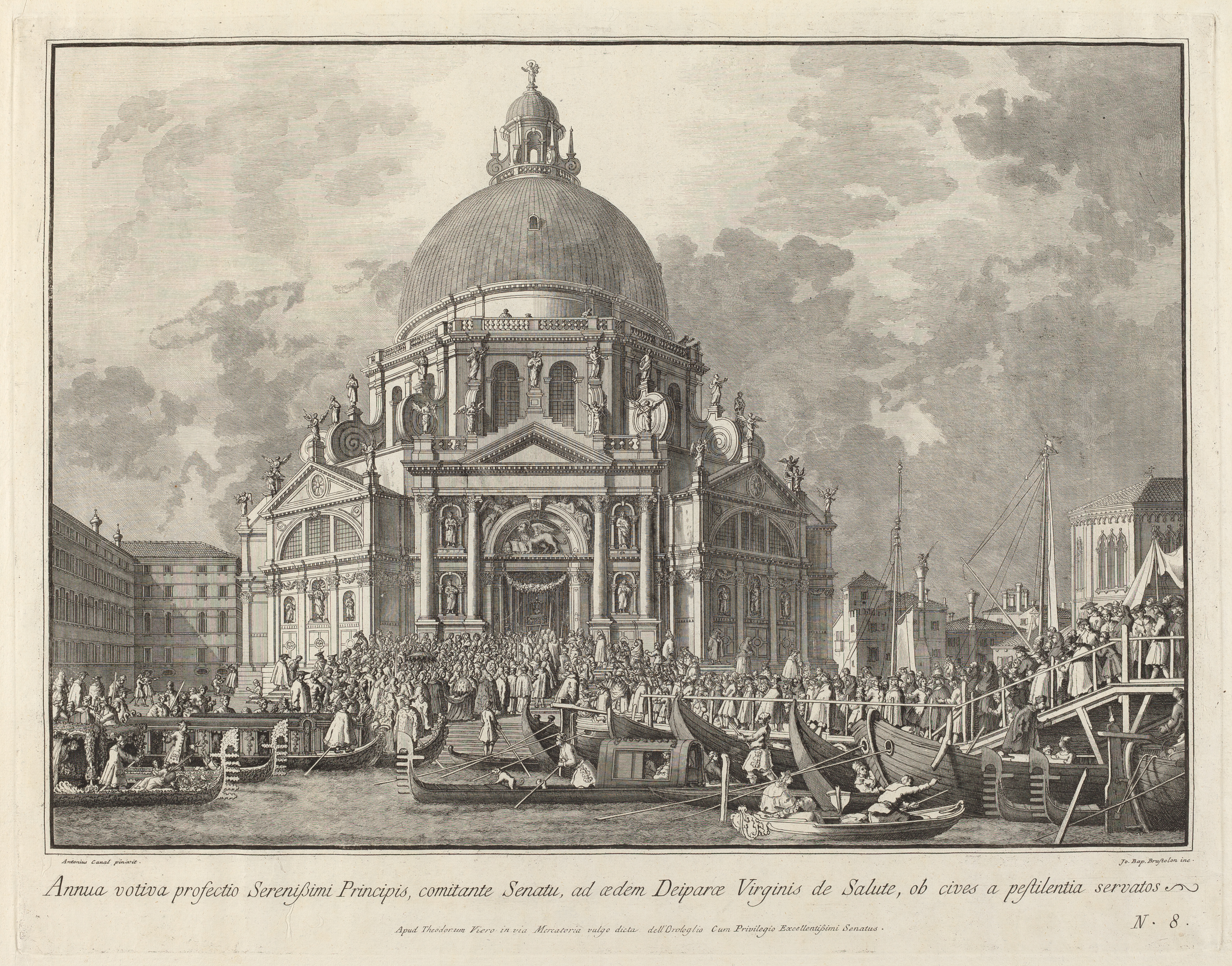
Посещение дожем базилики Санта-Мария-делла-Салюте
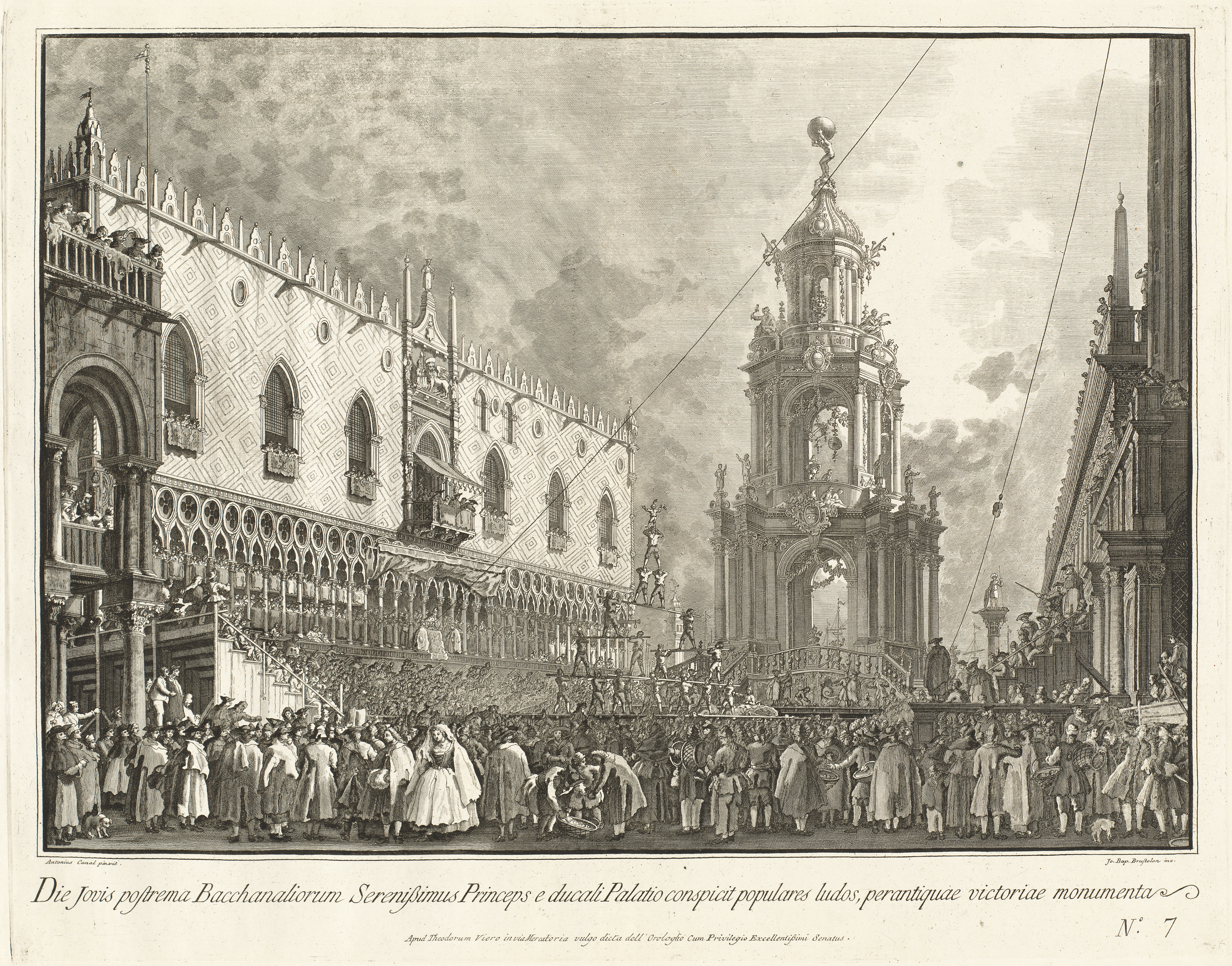
Дож посещает праздник Жирного четверга на Пьяццетте
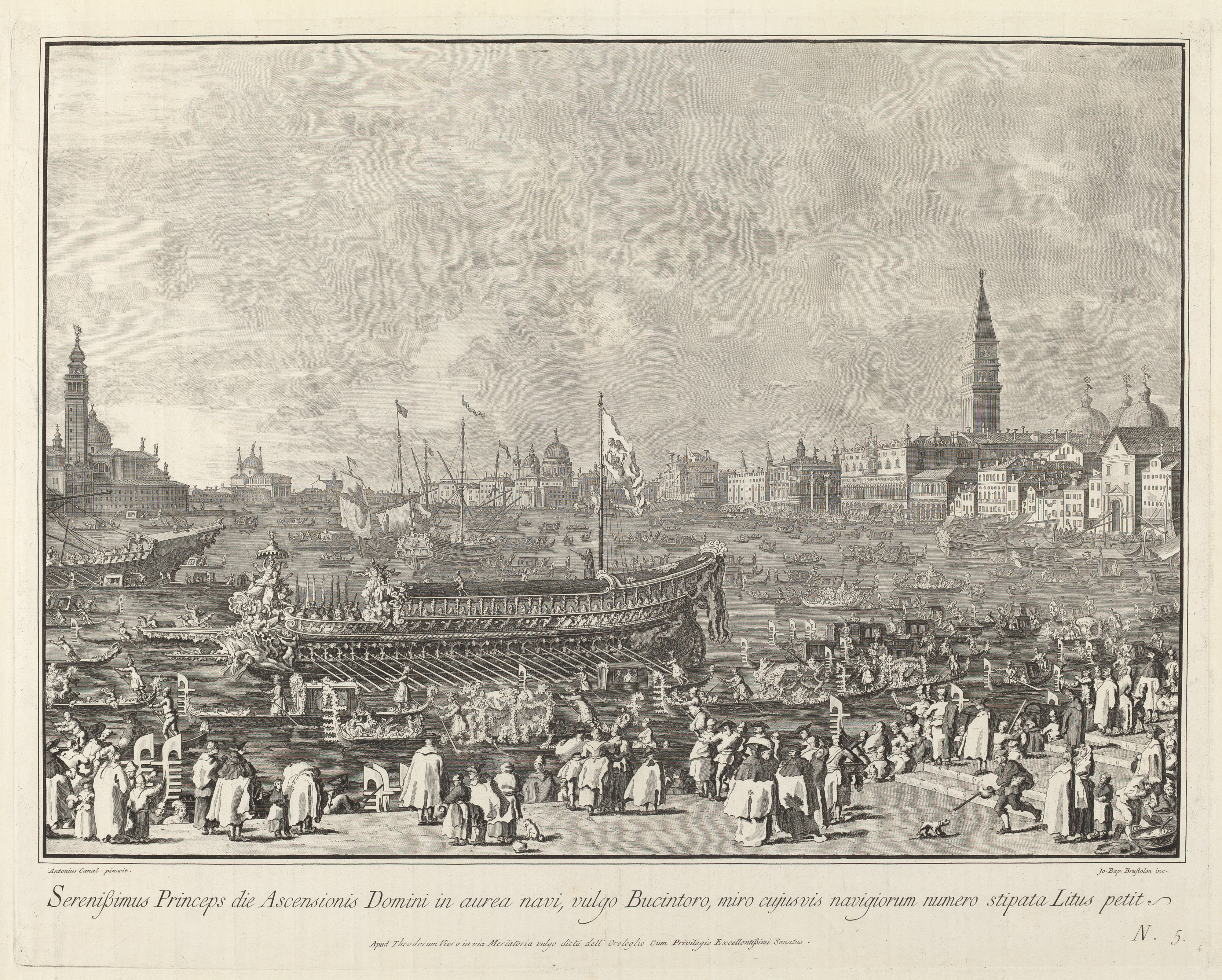
Дож в Бучинторо отправляется в Порто ди Лидо в день Вознесения
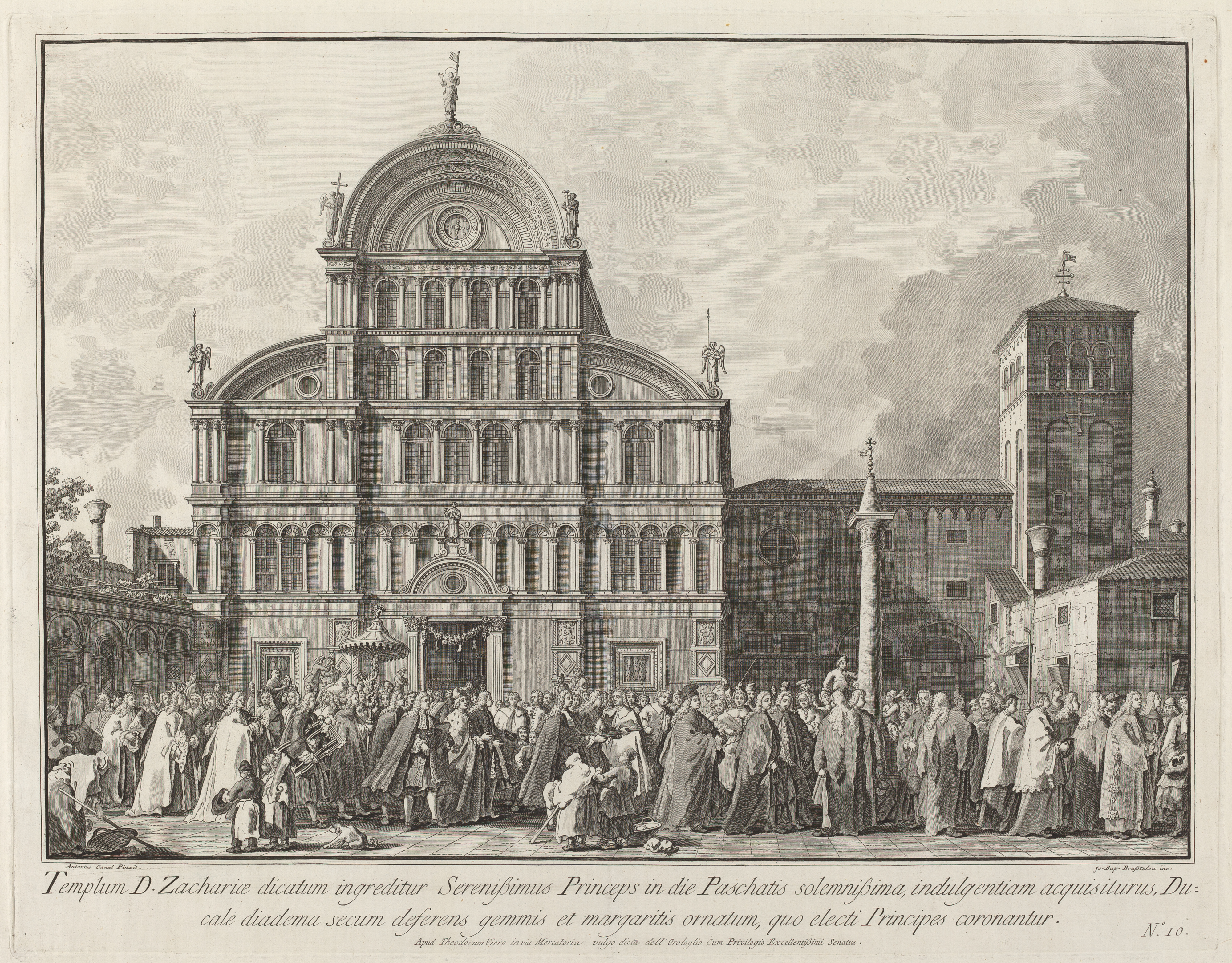
Визит дожа в церковь Сан-Заккариа на праздник Пасхи
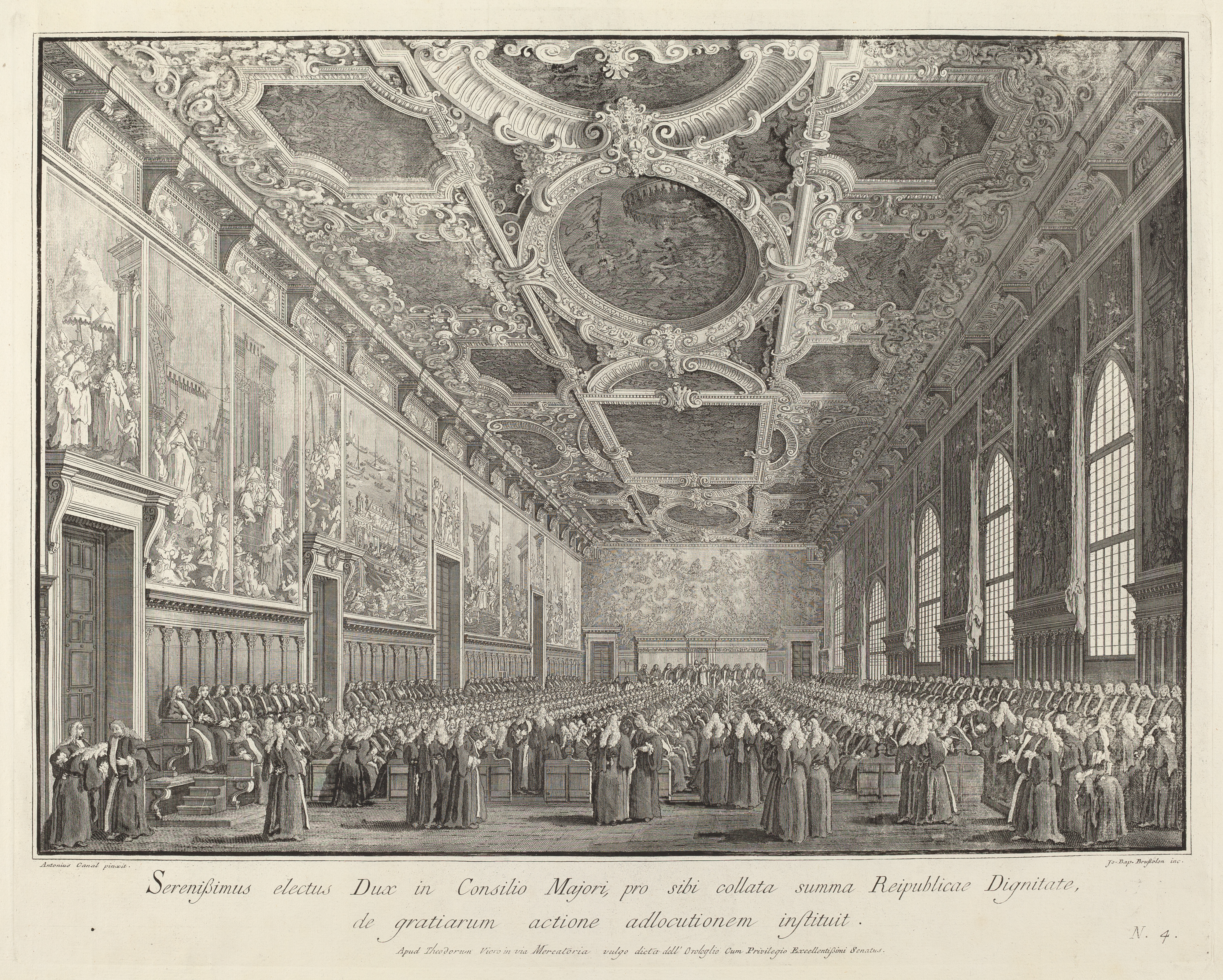
Дож приносит благодарность в Зале Большого Совета